# Shumi Berkowitz
Shumi Berkowitz je izraelský kabalista s ukrajinskými kořeny a rabín konzervativní židovské komunity v Praze. Od roku 2002 žije v Praze.

## Původ a činnost
Pochází ze židovské rodiny. Oba jeho rodiče se narodili na Ukrajině, on sám vyrostl v Izraeli, v chasidské tradici, kde získal tradiční židovské náboženské vzdělání. Byl spolupracovníkem a žákem Šlomo Carlebacha, "zpívajícího rabína", jejž ocenil Bob Dylan.
Zabývá se kabalou a východoevropským chasidismem. 
Angažuje se také v mezináboženském dialogu v České republice, k čemuž přispěly mj. jeho zkušenosti ze služby v armádě. Do armády nastoupil jako dobrovolník, jako pacifista se staral zejména o raněné v boji. 